# Karl Roscher
Karl Roscher (* 18. Juli 1846 in Göttingen als Franz Carl Georg Roscher; † 8. November 1920 in Loschwitz) war ein höherer sächsischer Staatsbeamter. Er war Wirklicher Geheimer Rat und Ministerialdirektor im sächsischen Ministerium des Innern und trug den Titel Exzellenz.

## Leben und Wirken
Er war der Sohn des Nationalökonomen Wilhelm Roscher, besuchte bis 1862 das Nikolaigymnasium in Leipzig und von da ab bis Michaelis 1865 die Fürstenschule St. Afra in Meißen. Danach studierte er an den Universitäten Göttingen und Leipzig Rechts- und Staatswissenschaften, trat beim Gerichtsamt Oschatz in den sächsischen Justizdienst und wurde am 1. Juli 1871 sächsischer Staatsbeamter.
Von Februar 1872 bis März 1879 war Roscher als Sekretär der Handels- und Gewerbekammer Zittau tätig und danach als Hilfsarbeiter und Regierungsrat in das Königlich Sächsische Ministerium des Innern berufen. Im Juli 1887 erfolgte seine Ernennung zum Oberregierungsrat und im Mai 1892 zum Geheimen Regierungsrat und Vortragenden Rat. Im Oktober 1900 wurde er Geheimer Rat und im Januar 1903 als Nachfolger des Geheimen Rats Dr. Vodel Direktor der Ministerialabteilung für Ackerbau, Gewerbe und Handel. Zu seinen größeren Publikationen zählen 1872 im Archiv für die zivilistische Praxis Der Beginn der Verjährung kündbarer Forderungen im römischen Rechte; 1873: Unsere Zeitungen; 1874: Der Bruch des Arbeitsvertrages; 1876: Zur Kritik der neuesten wirtschaftlichen Entwicklung im Deutschen Reiche; 1877: Ist die Protestaufnahme durch Postboten ein Bedürfnis oder eine Gefahr? 1878: Die Beteiligung der evangelischen Geistlichen an der sozialen Bewegung unserer Zeit (Vortrag auf der Meißener Konferenz). 1885: Postsparkassen und Lokalsparkassen.
Zum 1. Januar 1903 erfolgte seine Ernennung zum Ministerialdirektor im Ministerium des Innern, nachdem er 1913 zum Wirklichen Geheimen Rat befördert worden war und fortan den Titel Exzellenz tragen durfte.
1918 wurde ihm zu Ehren eine Medaille mit seinem Bildnis geprägt.